# Mallos gertschi
Mallos gertschi är en spindelart som beskrevs av Bond och Brent D. Opell 1997. Mallos gertschi ingår i släktet Mallos och familjen kardarspindlar. Inga underarter finns listade i Catalogue of Life.